# Als Nørre Herred

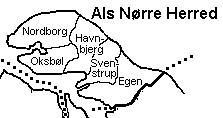
Als Nørre Herred

Als Nørre Herred was een herred in het voormalige Sønderborg Amt in Denemarken. Oorspronkelijk was het deel van het Nordborg Amt. Na de Tweede Duits-Deense Oorlog verloor Denemarken het Hertogdom Sleeswijk aan Duitsland. 
Ter compensatie van de Koninklijke enclaves in Sleeswijk, die Duits werden, ontving Denemarken onder meer het eiland Ærø, dat ook tot Nordborg had gehoord, het eiland werd daarbij aan Svendborg Amt toegevoegd. Bij de terugkeer van Noord Sleeswijk naar Denemarken werd Als Nørre deel van het Sønderborg Amt.
Als Nørre, het noordelijke deel van het eiland Als, omvatte vijf parochies.
- Egen
- Havnbjerg
- Nordborg
- Oksbøl
- Svenstrup